# Degerby, Ekerö kommun
Degerby är en småort  och by i Hilleshögs socken, Ekerö kommun, Stockholms län. SCB har sedan år 2000 här avgränsat ett fritidshusområde. År 2010 fanns här 65 fritidshus över ett område på 15 hektar.
Byn omtalas i skriftliga källor första gången 1345 ('in Dighraedhby'), då kung Magnus på kronans vägnar bytte till sig två gårdar i Degerby av hertiginnan Ingeborg. 1438 och 1455-56 var Ragvald i Degerby nämndeman vid Färingsö tingslags häradsrätt, av andra handlingar framgår att han satt på byns skattehemman. 1541 fanns ett skattehemman, tre kronohemman och ett kyrkhemman i byn. Kyrkohemmanet drogs 1542 in till kronan.